# Tetramesa rufipes
Tetramesa rufipes är en stekelart som först beskrevs av Phillips och Carlo Emery 1919.  Tetramesa rufipes ingår i släktet Tetramesa och familjen kragglanssteklar. Inga underarter finns listade i Catalogue of Life.